# 三和一少
三和一少，是1962年中国共产党主席毛泽东等人对王稼祥的对外工作观点的批判性总结：三年困难时期（1959-1961年）后，时任中共中央书记处书记兼中央对外联络部部长王稼祥提出要争取和平的国际环境以及对外援助要实事求是、量力而行等观点，被毛泽东等人总结为“对帝国主义要和，对修正主义要和，对印度和各国反动派要和，对支持民族解放运动要少。” 王稼祥因此遭批判撤职，直至1979年拨乱反正时期获平反。

## 历史

### 提出

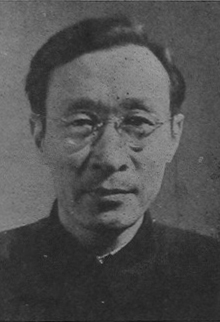
王稼祥

1959-1961年中国大陆经历了三年困难时期，数千万人死于大饥荒，但同时也是中华人民共和国对外援助最踊跃的时期之一。与此同时，中苏论战公开化，双方在西藏达赖喇嘛问题、台海危机、中印边界纠纷、“大跃进”等问题上发生争论，1960年苏联突然撤走1390名在华专家、终止600份合同，中苏交恶。

1962年初的七千人大会后，在严峻的国内外形势下，时任中国共产党中央书记处书记兼中共中央对外联络部部长王稼祥等人提出了一系列稳妥务实的对外工作主张，包括对外援助要实事求是、量力而行，要争取和平的国际环境，采取和缓的方针，注意斗争的策略，以争取渡过或减轻困难；为此，要避免中苏关系的公开破裂、要避免把美帝国主义的锋芒全部集中地吸引到中国身上、要避免朝鲜式战争、采取谈判手段解决中印争端等。1962年春，王稼祥主持撰写和审定了《关于支持别国反帝斗争、民族独立和人民革命运动问题——实事求是，量力而行》提纲，认为：
在我们目前处于非常时期的条件下，更要谨慎从事，不要说过头，做过头，不要过分突出，不要乱开支持的支票，开出的支票要留有余地，不要满打满算，在某些方面甚至需要适度收缩，预见到将来我办不到的事，要预先讲明，以免被动。
1962年7月，世界和平理事会在莫斯科举行争取普遍裁军的世界和平大会，中国派出了以茅盾为团长的代表团，代表团按照事先由刘少奇、邓小平主持商定好的“低调”方针发言，较多地强调高举和平旗帜的立场；其中茅盾的讲话稿由王稼祥主持起草，王稼祥认为，在裁军大会这样的场合，讲话的侧重点是要把和平问题讲透，故讲话稿了突出“和为贵”的思想。此后裁军大会通过的共同文件比茅盾的讲话稿的调子低得多，没有反对美帝国主义的字样，而苏联方面对中国代表团的做法也比较满意，但引起了几个亚、非国家代表的不满。随后毛泽东批评中国代表团说：“脱离了左派，加强了右派，增加了中间派的动摇。”

### 批判

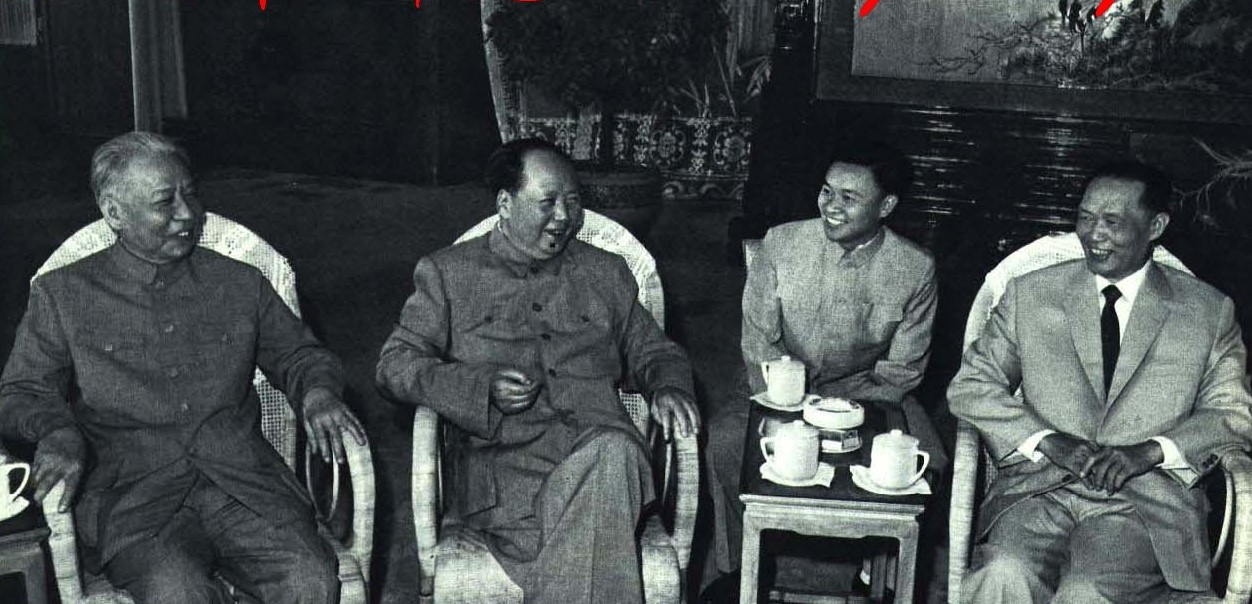
1965年，毛泽东与刘少奇会见越南共产党领导人黄文欢。

1962年夏，中国共产党主席毛泽东、康生等人批判性地总结了王稼祥的对外工作观点，“对帝国主义要和，对修正主义要和，对印度和各国反动派要和，对支持民族解放运动要少”，即“三和一少”。在8月举行的北戴河中央工作会议上，毛泽东把对外政策中的“三和一少”和国内政策中的“三自一包”联系起来，认为“党内出现了新的右倾思想”。在9月举行的中共八届十中全会上，“三和一少”遭到批判，此后王稼祥被实际撤销了中联部部长的职务，搬离中南海，不再是党的重要领导人。1960年代起，中国共产党在东南亚地区大力输出共产主义革命，援助了包括印尼共产党、马来亚共产党、越南共产党、柬埔寨共產黨、缅甸共产党、泰国共产党、菲律宾共产党等诸多国家的共产党组织和游击队。1964年2月，在接见朝鲜领导人金日成等外宾时，毛泽东再次提到：
1962年上半年，我们党内有些人在国内主张“三自一包”，目的是要解散社会主义的集体经济，要搞垮社会主义制度。“三和一少”是他们的国际纲领，“三自一包”是他们的国内纲领。这些人中有中央委员、书记处书记，还有副总理。除此以外，每个部都有，每个省都有，支部书记里更多。夏季我们开了工作会议、中央全会，把这些问题都抖落出来了。
同年3月，毛泽东在听取汇报时插话，“一九六二年，又闹不讲阶级、不讲阶级斗争，各部门可不稳呢！邓子恢要搞‘包产到户’。王稼祥过去从来是有病，那半年没有病了，就是要‘三和一少’。可积极哩！... 那时他们在国际上是要搞‘三和一少’，在国内是要搞‘三自一包’。”
至文化大革命时期（1966-1976年），康生等人又进一步提出建国前17年施行的是“三降一灭”的外交路线（亦有说法是王力把“三和一少”拔高到了“三降一灭”），毛泽东同意进行批判。王稼祥遭到批斗和迫害，并遭到软禁，于1974年病逝。

### 后续
拨乱反正期间，1979年2月，中联部向中共中央报送了《建议为所谓“三和一少”、“三降一无”问题平反的请示》。同年3月9日，中共中央对外联络部发出《关于为所谓“三和一少”、“三降一灭”问题平反的通报》，其中指出：康生、“四人帮”等人强加于中联部和整个外事战线所谓“三和一少”、“三降一灭”修正主义路线的罪名，应予平反。
改革开放后，在时任新加坡总理李光耀的建议下，邓小平决定不再搞革命输出，断绝了对东南亚各国共产党的援助，大大改变了中国的周边国家政府的关系。